# 뉘셰핑시

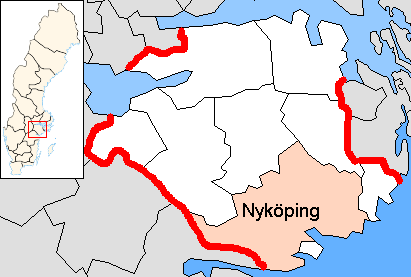
뉘셰핑 시의 위치

뉘셰핑시(스웨덴어: Nyköpings kommun)는 스웨덴 쇠데르만란드주에 위치한 지방 자치체로 행정 중심지는 뉘셰핑(쇠데르만란드 주의 주도)이며 면적은 2,066.41km2, 인구는 54,924명(2016년 12월 31일 기준), 인구 밀도는 27명/km2이다.

시 문장